# Alexis Legrand
Pour les articles homonymes, voir Legrand.
Alexis Legrand, né le 20 janvier 1791 à Paris et mort le 25 août 1848 à Uriage-les-Bains (Isère), est un homme politique français. Directeur général des ponts et chaussées et des mines, il trace les plans du premier réseau de chemin de fer français, connu sous le nom d'« étoile de Legrand ».

## Biographie
Alexis Legrand effectue de brillantes études au Lycée impérial et obtient, en 1806, cinq premiers prix au concours général. Entré à l'École polytechnique le 28 septembre 1809, puis à l'École des ponts-et-chaussées en 1811, il est chargé de deux missions dans les Pyrénées-Orientales et l'Ombrone en 1812.
Aspirant ingénieur le 1er octobre 1816, ingénieur ordinaire des Ponts-et-chaussées le 1er mai 1818, il est, de 1815 à 1820, attaché au secrétariat du Conseil général des ponts-et-chaussées assuré par Charles Bérigny. Il est appelé en 1821 auprès de Louis Becquey pour assurer (1821-1830) le secrétariat de la commission spéciale des canaux instituée par Becquey auprès de lui. Il est nommé  et promu ingénieur-en-chef le 5 juillet 1826. En 1828, il remplace Barnabé Brisson, décédé, au secrétariat du Conseil général des ponts-et-chaussées (1828) et, la même année, assure le secrétariat de la commission des routes et des canaux décidée et présidée par le vicomte de Martignac qui le nomme en 1829 maître des requêtes au Conseil d'État, .
Ingénieur en chef de première classe (1830), il est nommé secrétaire général (13 juin - 31 juillet 1830) du ministère de Travaux publics nouvellement créé et dirigé par Guillaume Capelle ; la direction générale des ponts-et-chaussées et des mines y est rattachée. En juin 1832, en remplacement de Louis Bérard, il est chargé à titre provisoire de la direction générale des ponts-et-chaussées et des mines, nommé conseiller d'État puis inspecteur général le 8 juin 1832.
En 1834 (10 juin) il est nommé directeur général des ponts-et-chaussées et des mines. Le 18 mai 1839 Legrand est nommé en parallèle sous-secrétaire d’État des Travaux publics, emploi qu'il occupe jusqu'au 20 décembre 1847, date à laquelle il est nommé vice-président, puis président en février 1848, de la section des Travaux publics au Conseil d'État, ; dans ces fonctions, il continue à prendre une part importante au développement des voies de communications de toute nature.
Il avait participé, comme commissaire du gouvernement, aux travaux de la Chambre des députés et de la Chambre des pairs. Le 27 décembre 1832, il est élu député par le 7e collège de la Manche (Mortain), en remplacement de Leverdays, démissionnaire. Son mandat lui fut constamment renouvelé par les électeurs de l'arrondissement de Mortain, qu'il ne voulut pas quitter bien que la députation lui eût été offerte à plusieurs reprises dans l'Aveyron et dans les Bouches-du-Rhône : le 21 juin 1834, le 4 novembre 1837, le 2 mars 1839, le 9 juillet 1842, le 1er août 1846 et le 15 janvier 1848. À la Chambre des députés, Alexis Legrand participe à toutes les grandes discussions concernant les routes, les canaux, les postes et les chemins de fer. La plupart des exposés des motifs des projets de loi soumis à la Chambre dans ces matières portent sa marque. Les lois de 1833 et 1841 sur l'expropriation pour cause d'utilité publique, celle de 1842 sur l'établissement des grandes lignes de chemin de fer, (En fait il reprenait les grandes lignes du mémoire de 1814 à Napoléon de Pierre-Michel Moisson-Desroches), celle de 1845 sur la police des chemins de fer, sont son œuvre. C'est sous son administration qu’est tracé, après de longues et difficiles discussions devant les Chambres, le réseau des grandes lignes de chemin de fer. C'est également lui qui fait étudier et mettre au point les grands ouvrages de travaux publics réalisés dans Paris sous la monarchie de Juillet.
Il est élevé à la dignité de grand officier de la Légion d'honneur en 1842, et Villemain rapporte qu'à cette occasion, un des membres du Conseil des ministres déclare : « Legrand est un homme qu'il faut absolument récompenser et qu'on ne peut récompenser qu'avec de l'honneur. ».
La Révolution de 1848 le maintient dans ses fonctions de président de section au Conseil d'État, mais sa santé s'altère et, sur les conseils des médecins, il part, en août 1848, aux eaux d'Uriage où, saisi d'une fièvre cérébrale, il est enlevé en quelques jours à l'âge de 57 ans.
Son fils, Arthur Legrand, est ensuite député de la Manche de 1871 à 1916.

### Note
1. ↑  La commission spéciale des canaux apparait dans l'Annuaire du corps royal des ponts et chaussées seulement pour les années 1829 et 1830. Les membres du Conseil général des ponts-et-chaussées avaient vu d'un mauvais œil la mise en place de cette commission spéciale estimant qu'elle empiétait sur leurs prérogatives. La commission est supprimée par Bérard en octobre 1830 (lettres de Bérard à Legrand et Cavenne, qui avait remplacé Brisson dans cette commission en 1828, du 20 octobre 1830 (AN F1422622 et F1421881)).
2. ↑  « Quand au rédacteur de ces procès-verbaux (de la commission des routes et canaux de 1828), son habileté lui vaut d’être remarqué par Martignac qui, le 13 mai 1829, le fait entrer au Conseil d’État en qualité de maître des requêtes. » (Nathalie Montel, Écrire et publier des savoirs au XIXe siècle. Une revue en construction : les Annales des ponts et chaussées (1831-1866), Rennes, PUR, 2015, p. 38). Sur un ton sarcastique, le Journal du génie civil indique que « M. Legrand a été nommé récemment, à la sourdine, maître des requêtes… [3]»
3. ↑  D’aucuns ont vu dans cette nomination comme une revanche[4] eu égard au feu nourri des critiques portées contre l’administration des ponts-et-chaussées[5] issues tant de l’intérieur du corps des ingénieurs des ponts-et-chaussées[6] que de l’extérieur dont plus virulentes s’exprimaient dans le Journal du génie civil dirigé par Corréard et porte-parole des ingénieurs civils[7].
4. ↑  Il est vraisemblable que la nomination de Legrand en qualité de directeur général des ponts et chaussées soit la récompense offerte par Thiers[11] pour son action décisive en matière de travaux publics[12] ; loi du 27 juin 1833 relative aux Travaux publics à continuer ou à entreprendre (crédits pour l’étude des lignes de chemin de fer[13], inscription au budget de crédits d’investissement (budget annexe) à côté des crédits ordinaires (budget général)[14]), loi du 7 juillet 1833 sur l'expropriation pour cause d'utilité publique[15].
5. ↑  Cette nomination à un poste important de la justice administrative ne s’apparente pas moins à une mise à l’écart. Le combat de Legrand contre les compagnies ferroviaires et l’émergence de monopole de toute nature[18] a fini pas indisposer les ministres, eux-mêmes relais politiques de ces intérêts privés soit en raison de leur participation à l’actionnariat des compagnies, soit en raison de liens familiaux avec leurs dirigeants. Dumon[19] et Jaÿr[20], derniers ministres des Travaux publics de la monarchie de Juillet, n’en furent pas les moindre exemples. En outre, la présence de Legrand, comme celle de de Cheppe (directeur des mines) son collaborateur, comme témoin au procès du scandale Teste-Cubière terni son étoile.

Après le départ de Legrand, l’emploi de directeur général des ponts-et-chaussées et des mines reste vacant jusqu’à la nomination de Franqueville en 1855. Dans l’intervalle, les ministres traitent directement des affaires avec les chefs de division de l’administration des ponts-et chaussées, tels Dubois ou Heurtier, directeur généraux au ministère[21].

### Référence
1. ↑  Ouvrir la « Page d’accueil », sur le site de la bibliothèque de l’École polytechnique, Palaiseau (consulté le 29 février 2016), sélectionner l’onglet « Catalogues » puis cliquer sur « Famille polytechnicienne », effectuer la recherche sur « Alexis Legrand », résultat obtenu : « Legrand, Baptiste Alexis Victor (X 1809 ; 1791-1848) ».
2. ↑  Léon Aucoc, Le Conseil d’État avant et depuis 1789…, Paris, imprimerie nationale, 1876, p. 355.
3. ↑  Journal du génie civil, tome IV, 1829, p. 686.
4. ↑  Tarbé de Vauxclairs écrit à Legrand : « Nailly près Sens, le 21 juin 1830. Cher camarade, j’apprends par le journal votre nomination à la place de secrétaire général du ministère des travaux publics. Ce haut témoignage de confiance doit vous flatter d’autant plus que lors du début de notre nouveau chef [Capelle] tout semblait présager du contraire. Ce changement de vues prouve à la fois la prudence de notre ministre et l’ascendant de votre mérite personnel. On ne pouvait se passer de vous sans mettre en souffrance les principales affaires de l’administration. Vous seul en aviez la clef et du moins vous pourrez menez à bonne fin avec l’aide de Monsieur Capelle ce que vous aviez si bien commencé sous Monsieur Becquey. Vous connaissez assez mon attachement pour vous et l’intérêt constant que je vous ai porté pour qu’il me soit permis de ne pas vous exprimer longuement tout le plaisir que me cause une nouvelle aussi agréable. Je laisse aux indifférents et même à vos adversaires cachés la peine de s’étendre en longues protestations de dévouement. Vous saurez bien les apprécier et ne pas confondre l’yvraie [(sic)] avec le bon grain. » (AN F1423281). Tarbé faisait partie de la commission des canaux instituée par Becquey auprès de lui pour contourner le Conseil général des ponts-et-chaussées pour la mise en œuvre de son plan de navigation intérieure, dit « plan Becquey ».
5. ↑  Ces critiques ont pris d’autant plus d’ampleur que les résultats de l’action majeure de Becquey, son plan de navigation intérieure, peinait à se réaliser et pour un coût dépassant toutes les estimations au point de devoir demander au parlement en 1828 une rallonge d’une cinquantaine de millions. Entre autres critiques, voir Artaud (Nicolas Louis Marie), Des Canaux exécutés par le Gouvernement depuis 1821 et 1822, Paris, 1828. Texte figurant également dans le Journal du génie civil.
6. ↑  L. D. Jousselin, « Lettre au directeur du Journal », Journal du génie civil, Tome 4 (1829), p. 680-83 (« nullité » de Becquey, cf. p. 672, et « médiocrité » de Legrand, cf. p. 681). L.-D. Jousselin, dont la nature franche et pugnace, et la stature imposante, ont amené ses collègues ingénieurs à le surnommer « Jousselin l'Effrayant » pour le distinguer de son frère timide et maladif qu'ils surnomment « Jousselin l'Effrayé ». C'est pour avoir publié une critique des ponts-et-chaussées en 1829, pour avoir répété ses critiques à la Chambre après son élection en juillet 1832 et dans des articles du Moniteur universel qu'il est démis de ses fonctions par Legrand en même temps qu'un second ingénieur, Joseph Cordier. Le dossier personnel de Jousselin (AN F142249) révèle qu’il s'est plaint de la lenteur de sa promotion dans les années 1820 et il existe des preuves qu'il s'est heurté à d'autres fonctionnaires ainsi que des plaintes sur la façon dont il a exercé ses fonctions. Voir également Cecil O. Smith, Jr., « The Longest Run : Public Engineers and Planning in France », The American Historical Review, 1990, volume 95, issue 3 (Traduction O. Montès, Un parcours au long cours : Les ingénieurs de l’État et la planification en France, Paris, 2021, médiathèque Rail & Histoire, cote O CEC 1).
7. ↑  « Observations sur le service des ponts et chaussées en France », Journal du génie civil, Tome 3 (1829), pp. 485-501 ; « Réflexions sur l'administration des ponts et chaussées, et sur l’autorité abusive des préfets relativement aux travaux publics », ibidem, Tome 4 (1829), pp. 129-38.

Pour une analyse des critiques du Journal du génie civil à l'encontre de l'administration des ponts-et-chaussées, et particulièrement envers Becquey et Legrand, voir Georges Ribeill, « Autour du Journal du génie civil (1828-1831), ou les ambiguïtés d'un courant libéral d'ingénieurs », in Alexandre Herlea (dir), Science-technology relationships - relations science-technique, XVIII International Congress of ICOHTEC (International Committee for the History of Technology) in Paris, San Francisco, San Francisco Presse Inc., 1993. (NB : Ribeill (p. 340) prête à Artaud, faisant référence aux débats à la Chambre des députés en juillet 1828 sur le budget 1829,  l’expression « l’art arriéré de l’ingénieur » qu’aurait utilisé Becquey pour se défendre des accusations d’estimations erronées à propos des coûts des canaux de 1821-1822. Or, si Artaud écrit « Mais il est inexact de dire que l’art de l’ingénieur soit arriéré », Becquey, n’a jamais utilisée cette expression, rappelant que l’imprécision initiale des coûts est inéluctable compte tenu des imprévus, d’ailleurs pas davantage en France qu’en Angleterre ou aux États-Unis. Becquey rappelle aux députés : « Ne demandez pas à l’art plus qu’il ne peut donner » (Archives parlementaire, Tome 55 (du 17 Juin 1828 au 10 Juillet 1828), p. 712)).
8. ↑  Legrand est secrétaire général du ministère des Travaux publics du 13 juin au 31 juillet 1830 (Ministère de l’Intérieur, Chronologie des lois, décrets, ordonnances et arrêtés…, pp. 40 et 137).
9. ↑  Ordonnance du 19 mai 1830 portant création d'un ministère des Travaux publics, Bulletin des lois du royaume de France, tome douzième, pp. 306-308 et circulaire du comte d'Argout aux préfets du 5 avril 1831.
10. ↑  Ordonnance du 9 juin 1832, in Ravinet, Code des Ponts et chaussées et des mines, Tome 5, supplément, Paris, 1836, p. 245. En août 1830, Bérard a été nommé directeur général des ponts-et-chaussées et des mines (Ministère de l’Intérieur, op. cit., p. 42).
11. ↑  Tiers est ministre du Commerce et des Travaux publics (31 décembre 1832 - 4 avril 1834), puis ministre de l’Intérieur (4 avril 1834 - 22 février 1836) ayant l’administration des ponts-et-chaussées dans ses attributions.
12. ↑  « Thiers, transféré le 31 décembre 1832 du ministère de l’Intérieur à celui du commerce et des travaux publics, voulait y signaler son passage par de grandes choses. » (M. Marion, Histoire financière de la France depuis 1715, Tome V,  p. 153).
13. ↑  Loi du 27 juin 1833 relative aux Travaux publics à continuer ou à entreprendre, article 12.
14. ↑  Ibidem, article 14. Voir également Note sur le Budget annexe des ministères de l’Intérieur et des travaux publics (Ministre secrétaire d’État aux finances, Compte général de l'administration des finances rendu pour l'année 1837, Paris, imprimerie nationale, 1838). « Avec la loi du 10 juin 1833 [sur l’amortissement de la rente] la grande innovation du budget de 1834 fut la part qu’il accorda aux travaux publics… 500 000 francs pour procéder à des études préalables à l’établissement d’une grande ligne de chemin de fer du Havre à Marseille par Paris (Loi du 27 juin 1833). » Par la loi du 10 juin 1833, on cessa d’alimenter la Caisse d’amortissement, seulement pour la rente à 5 %, et les crédits ainsi libérer furent, entre autres, affectés aux travaux publics. Dorénavant, le budget de l’État sera doté d’un budget de fonctionnement et d’un budget d'investissement (Marion, op. cit., pp. 149-154).
15. ↑  Loi du 7 juillet 1833 sur l'expropriation pour cause d'utilité publique (J.-B. Duvergier, Collection complète des lois, décrets, ordonnances et reglemens…, tome trente-troisième, année 1833, Paris, 1834, p. 275).
16. ↑  Ravinet, Code des ponts et chaussées et des mines, Tome huitième, second supplément, 1840, p. 178. Également Ordonnance du roi du 18 mai 1839 qui nomme M. Legrand, Sous-secrétaire d’état des travaux publics, et détermine ses attributions. Ses nouvelles attributions se substituent à celle confiées antérieurement en qualité de directeur général des ponts et chaussées et des mines telles que définies en 1832 (circulaire du 27 mai 1839 au préfets, Secrétariat général – Nomination d’un sous-secrétaire d’état des travaux publics du 27 mai 1839, Annales des ponts  et chaussées, 1re série, lois, ordonnances et autres actes…, Paris, 1839, p. 146, (n° CMXXIII).
17. ↑  Léon Aucoc, Le Conseil d’État avant et depuis 1789…, Paris, imprimerie nationale, 1876, p. 343 et p. 355.
18. ↑  En 1845, Bartholony et Adrien Delahante, administrateurs de la Compagnie des mines de la Loire propose d’affermer les canaux du centre. Bartholony dirige la compagnie du chemin de fer d’Orléans et est administrateur de la compagnie de la Compagnie des quatre canaux. Le projet d’affermage recueille un avis favorable de Dumon, ministre des Finances. Face à l’émergence d’un monopole des transports sur un axe d’importance Nord-Sud, Legrand écrit au ministre des Travaux publics sa réprobation sur ce projet « Voici pour moi de chercher à éclairer votre réflexion et de vous supplier de combattre de tout votre pouvoir ce nouvel envahissement des compagnies financières et cette aliénation véritable d’une partie du territoire. (…) Le développement des voies navigables qu’embrasse la soumission de MM Bartholony et de La Hante est de 1,841,930 mètres… Une seule et même compagnie serait maitresse de ce vaste réseau !! Son action, son pouvoir, son influence s’étendra sur le vaste territoire qu’il parcourt. Je demande de grâce qu’on veuille bien réfléchir à ce pouvoir nouveau qu’on institue à côté du gouvernement à l’immense part d’influence qu’on abandonne pour la livrer à une société particulière ! A-t-on bien songé aux conséquences de cette abdication d’une grande partie des pouvoirs publics ? Veut-on rétablir les anciennes fermes générales que la révolution française a si heureusement abolies pour remettre aux mains de l’état l’administration des intérêts généraux du pays ? (…) Le gouvernement est aujourd’hui embarrassé, je dirai même inquiété par l’association monstrueuse qui s’est formée pour l’exploitation des mines du bassin de la vallée de la Loire. Eh bien que l’on étudie les voies qui couvrent la nouvelle opération qu’on voudrait autoriser on y verra l’association des mêmes capitaux et des mêmes intérêts, et je n’hésite pas à déclarer qu’il existe un lien secret ou au moins un intérêt commun entre la compagnie des mines de la Loire et la compagnie qui veut exploiter nos voies navigables. » (Extraits de la note manuscrite de Legrand du 27 juin 1847 adressée au ministre des Travaux publics (AN F147076)).
19. ↑  « …ce fut au cours de son ministère que fut donnée une impulsion décisive à la construction des lignes de chemins de fer en France. Il investit lui-même une grande partie de sa fortune personnelle dans des entreprises ferroviaires, en particulier dans la Cie du chemin de fer de Paris à Lyon et à la Méditerranée (P. L. M.), et fut donc très hostile à l’étatisation de celles-ci, ce qui lui fut vivement reproché par l’opposition de gauche. » (« Dumon (Pierre-Sylvain) », in Guy Antonetti, Les ministres des Finances de la Révolution française au Second Empire (II) : Dictionnaire biographique 1814-1848, Vincennes, Institut de la gestion publique et du développement économique, 2007).
20. ↑  « Il ne semble pas que la compagnie [des mines de la Loire] soit arrivée à se faire de Guizot un allié très actif, mais elle fut plus heureuse avec Jayr, successeur de Dumon au ministère des Travaux publics en mai 1847. Cet ancien préfet de la Loire était le gendre de Baude, président  [des mines] de la Roche-la-Molière et de Firminy, que la Compagnie de la Loire avait eu grand soin de ménager ; force nous est de croire qu’il fut intéressé par la Compagnie de la Loire, puisqu’il en devint [actionnaire (1850) puis] président [(1851)] moins de deux ans après avoir quitté le ministère ; c’est lui qui, en décembre 1847, prit l’initiative de faire déposer ses rapports de statuts [de société anonyme] par la Compagnie, et qui les fit approuver par le Conseil des ministres quelques jours plus tard. » (Pierre Guillaume, La compagnie des mines de la Loire (1846-1854), Paris, PUF, 1966, p. 198).
21. ↑  Amable Charles Franquet comte de Franqueville, Souvenirs intimes sur la vie de mon père, Paris, 1878, pp. 204-205. Voir Heurtier et Dubois in Annuaire du ministère de l'Agriculture, du Commerce et des Travaux publics, État général du personnel au  1er janvier 1853 et au 1er janvier 1854.
22. ↑  94 voix sur 161 votants et 270 inscrits contre 66 à M. Chardel
23. ↑  166 voix sur 292 votants et 322 inscrits contre 71 à François-René de Chateaubriand et 55 à M. Chardel
24. ↑  196 voix sur 235 votants et 322 inscrits contre 29 à M. Chardel
25. ↑  183 voix sur 277 votants et 326 inscrits contre 60 à Charles Achard de Bonvouloir et 31 à Odilon Barrot
26. ↑  144 voix sur 265 votants et 338 inscrits contre 121 à M. Demézange
27. ↑  238 voix sur 357 votants et 399 inscrits contre 83 à M. Demézange et 35 à Charles Achard de Bonvouloir
28. ↑  215 voix sur 225 votants et 399 inscrits
29. ↑  cité par le Dictionnaire des parlementaires français